# Legia Varsovie
Le Legia Varsovie est un club omnisports polonais basé à Varsovie.

## Sections sportives
- Legia Varsovie (basket-ball)
- Legia Varsovie (football)
- Legia Varsovie (hockey sur glace)
- Legia Varsovie (volley-ball)